# Seznam alejí v Praze
Seznam alejí v Praze obsahuje aleje vysazené na území Prahy a v obcích později k Praze připojených. Je řazen podle katastrů a není úplný.

## Seznam
| Alej                                  | Obrázek | Galerie                                                                 | Katastr Ulice                         | Taxon                                        | Počet     | Výsadba Stáří           | Poznámka | Souřadnice                      |
| ------------------------------------- | ------- | ----------------------------------------------------------------------- | ------------------------------------- | -------------------------------------------- | --------- | ----------------------- | --- | ------------------------------- |
| Alej Legionářů                        |         |                                                                         | Běchovice Lesopark V Panenkách        | lípa                                         |           | 2018                    | délka 1 km; vysazena u příležitosti 100. výročí vzniku Československa | 50°4′34″ s. š., 14°37′44″ v. d. |
| Čtyřřadá alej na Vltavské cyklostezce |         |                                                                         | Braník cyklostezka                    | topol kanadský, lípa malolistá               |           | 70 let (topoly, k 2017) | Alej Hlavního města Prahy roku 2017 | 50°1′45″ s. š., 14°24′6″ v. d.  |
| Dubová alej na Flemingově náměstí     |         | Kategorie „Dubová alej na Flemingově náměstí“ na Wikimedia Commons      | Dejvice Flemingovo náměstí            | dub                                          | 30        | 1929                    | Alej Hlavního města Prahy roku 2016; vysazeny společně s výstavbou budovy určené původně pro Státní výzkumný ústav zemědělský                                                  | 50°6′18″ s. š., 14°23′31″ v. d. |
| Jírovcová alej v parku Horní Šárka    |         |                                                                         | Dejvice Na Pískách, Fetrovská         | jírovec maďal                                |           |                         | Alej Hlavního města Prahy roku 2019 (spolu s alejí na Klíčově) | 50°6′38″ s. š., 14°22′34″ v. d. |
| Duby v Hodkovičkách                   |         | Kategorie „Memorable avenue of oaks in Hodkovičky‎“ na Wikimedia Commons | Hodkovičky V Lučinách                 | dub letní                                    |           | 140 let (k 2016)        | chráněná alej, od 25.09.2009 | 50°1′8″ s. š., 14°25′10″ v. d.  |
| Platanová alej na Letné‎               |         | Kategorie „Platanová alej na Letné‎“ na Wikimedia Commons                | Holešovice Letenské sady              | platan javorolistý                           |           | 1887–1889               | promenádní pás se zdvojenou platanovou alejí; nominace na Alej roku 2020; vysadil František Josef Thomayer                                                                     | 50°5′48″ s. š., 14°25′45″ v. d. |
| Alej v Bratislavské ulici v Hostivaři |         |                                                                         | Hostivař Bratislavská                 | jeřáb ptačí, dub červený                     |           |                         | Alej Hlavního města Prahy roku 2020 | 50°2′39″ s. š., 14°30′57″ v. d. |
| Jasanová alej v Chodově               |         | Kategorie „Jasanová alej na Chodově‎“ na Wikimedia Commons               | Chodov Starochodovská                 | jasan ztepilý                                | 9         | 120 let (k 2016)        | chráněná alej, od 30.10.2007 | 50°2′2″ s. š., 14°29′49″ v. d.  |
| Alej Hany Benešové‎                    |         | Kategorie „Alej Hany Benešové‎“ na Wikimedia Commons                     | Klánovice Slavětínská                 | lípa malolistá, lípa velkolistá              | 68        | 1937                    | vysazena 23. května | 50°5′34″ s. š., 14°40′4″ v. d.  |
| Tři aleje v Oboře Hvězda              |         |                                                                         | Liboc Obora Hvězda                    | lípa                                         |           | 1797                    | stromořadí podél tří hlavních cest | 50°4′58″ s. š., 14°19′49″ v. d. |
| Alej 90                               |         | Kategorie „Alej 90“ na Wikimedia Commons                                | Liboc Ruzyně Evropská                 | platan javorolistý                           | 90        | 2010                    | vysazena za devadesát osobností spjatých s Prahou 6 | 50°5′35″ s. š., 14°18′43″ v. d. |
| Stromořadí studentů v Modřanech       |         | Kategorie „Stromořadí studentů v Modřanech‎“ na Wikimedia Commons        | Modřany U Modřanské školy             | lípa malolistá, lípa velkolistá, lípa zelená | 9         | 1940                    | vysazena na památku 9 studentů popravených 17. listopadu 1939 | 50°0′26″ s. š., 14°24′18″ v. d. |
| Alej Evropy ve Stodůlkách             |         | Kategorie „Alej Evropy ve Stodůlkách“ na Wikimedia Commons              | Stodůlky Centrální park               | platan javorolistý                           | 59        | 2014                    | jižní část vysazena u příležitosti Evropského dne v Praze 9.5.2000 velvyslanci členských zemí EU; severní část vysazena 28.5.2003, dva týdny před referendem o vstupu ČR do EU | 50°2′54″ s. š., 14°19′50″ v. d. |
| Jiráskova alej ve Strašnicích         |         |                                                                         | Strašnice V Olšinách                  | javor, lípa malolistá                        | 24 (lípy) | 2018 (lípy)             | Alej Hlavního města Prahy roku 2018 | 50°4′23″ s. š., 14°29′48″ v. d. |
| Stromořadí lip srdčitých v Suchdole   |         | Kategorie „Stromořadí lip srdčitých v Suchdole‎“ na Wikimedia Commons    | Suchdol Gagarinova                    | lípa malolistá                               | 19        | 95 let (k 2016)         | chráněná alej, od 15.04.1998; ochrana jednoho stromu zrušena 09.01.2019 z důvodu jeho usychání                                                                                 | 50°7′59″ s. š., 14°22′53″ v. d. |
| Duby u hráze Podleského rybníka       |         | Kategorie „Duby na hrázi Podleského rybníka“ na Wikimedia Commons       | Uhříněves hráz Podleského rybníka     | dub letní                                    | 8         | 400 let (k 2016)        | chráněná alej, od 12.05.2004 | 50°2′56″ s. š., 14°35′42″ v. d. |
| Třešňová alej u Rozcestí u tří kamenů |         |                                                                         | Uhříněves Přírodní park Říčanka       | třešeň                                       |           |                         | Alej Hlavního města Prahy roku 2021 | 50°3′4″ s. š., 14°36′20″ v. d.  |
| Duby na hrázi rybníka Homolka         |         | Kategorie „Duby letní na hrázi rybníka Homolka“ na Wikimedia Commons    | Újezd u Průhonic hráz rybníka Homolka | dub letní                                    | 12        | 300 let (k 2016)        | chráněná alej, od 01.08.2002 | 50°1′37″ s. š., 14°32′43″ v. d. |
| Alej v Belgické ulici v Praze         |         |                                                                         | Vinohrady Belgická                    | trnovník akát, lípa                          | 75        |                         | Alej Hlavního města Prahy roku 2014 | 50°4′25″ s. š., 14°26′9″ v. d.  |
| Alej břestovce západního v Praze      |         | Kategorie „Trees of Lužická Street‎ “ na Wikimedia Commons               | Vinohrady Lužická                     | břestovec západní                            |           |                         | Alej Hlavního města Prahy roku 2011 a 2015; uliční stromořadí | 50°4′25″ s. š., 14°26′42″ v. d. |
| Klíčovská alej                        |         | Kategorie „Klíčovská alej‎“ na Wikimedia Commons                         | Vysočany Nad Klíčovem                 | jírovec maďal                                | 160       | konec 19. století       | Alej Hlavního města Prahy roku 2019 | 50°6′55″ s. š., 14°30′45″ v. d. |
| Lipová alej na Olšanských hřbitovech  |         |                                                                         | Žižkov Olšanské hřbitovy              | lípa                                         |           |                         | Alej Hlavního města Prahy roku 2013 | 50°4′53″ s. š., 14°28′9″ v. d.  |